# Claudiu Mirică
Claudiu Mirică (n. 11 februarie 1975, București) este un solist pop, producător, ziarist român și videast stabilit în Paris, Franța.

## Debut „Mondial”
Solist pop, ziarist și producător, Claudiu Mirică a debutat, în 1998, cu legendara formație Mondial, la reunirea sa, alături de care a susținut, timp de 3 ani, concerte și show-uri de televiziune. Colaborarea a început cu un recital, în martie 1998, cînd Mondial a readus pe scenă, după aproape 30 de ani de absență, nemuritoarele piese “Romanță fără ecou”, “De va veni la tine vintul”, “Atît de fragedă” sau “Primăvara”, lansate de formație în interpretarea vocală a lui Gabriel Drăgan.

## Solist Stigma
În 2003, Claudiu Mirică a devenit solistul trupei Stigma, cunoscută pentru hiturile “Jumătate tu, jumătate eu”, “Fraier” sau “Zi-mi noapte bună”. Primul album lansat în noua formulă, “Splendoare” (2003), are ca single-uri “Mîine voi fi singur”, “Țara din inima ta” și “Ce meriți tu”, piese difuzate de posturile de radio comerciale, dar și de MTV Romania sau TV k lumea. Urmează zeci de emisiuni de televiziune și sute de concerte în toată țara. Următorul material discografic este “Copilul rău”, avînd drept prim single “Dragostea-i o curvă”, piesa ce ajunge pe primele poziții ale Romanian Top 100 Airplay într-o versiune cenzurată (“Dragostea-i nebună”). În urma unei dezbateri televizate (Prima TV) cu reprezentanți ai Consiliului Național al Audiovizualului (printre invitați, profesorul George Pruteanu), piesa începe să fie difuzată și în versiunea necenzurată. Albumul “Copilul rău”, lansat de A&A Records în 2004, cuprinde ambele variante ale piesei.
În ianuarie 2005, în urma unor neînțelegeri cu colegii de trupă, artistul decide desprinderea sa de Stigma, moment ce coincide cu apariția în presă a zvonului conform căruia Claudiu îl va înlocui pe Dan Bălan în trupa O-Zone. Claudiu își începe cariera solo alături de casa de discuri MediaPro Music cu single-ul “Vara în viața mea”, piesă compusă împreună cu Mihai Ogășanu.

## Debut în film
În octombrie 2005, Claudiu Mirică debutează ca actor în filmul "Sweeney Todd", o producție BBC realizată în Studiourile MediaPro din Buftea. Rolul său este cel al amantului doamnei Lovett, interpretată de actrița britanică Essie Davis, cunoscută pentru rolurile sale din "Girl With a Pearl Earing" și din "Matrix Reloaded". Din distribuția filmului fac parte nume sonore ale filmului britanic, protagonistul acestuia fiind Ray Winstone (interpretul lui Sweeney Todd, nominalizat de două ori la Premiile "Bafta".

## Musical Andrew Llyod Webber
În 2006, în urma decesului părinților săi, Claudiu se retrage o perioadă din viața publică. Participă la un casting la Paris, si obține un rol în musical-ul "Music of The Night - The Best of Andrew Llyod Webber ". Din cauza costurilor foarte mari, producătorii "Music of The Night renunță însă la spectacol.
În același an, Claudiu înființează casa de producție Miracle Music, primul său disc – realizat împreună cu casa de discuri Electrecord - fiind best of-ul “Margareta Forever” al solistei Margareta Pâslaru.

## Albumul „Retro” și exilul
În toamna lui 2007 Claudiu Mirică revine cu single-ul „Lasă-mi toamnă pomii verzi”, primul extras al albumului „Retro” (aprilie 2008), disc ce cuprinde coveruri inedite ale unor celebre piese romanești din anii ’60-’70 lansate de Margareta Pâslaru, Mondial, Aurelian Andreescu, Anda Călugăreanu sau Pompilia Stoian. În noiembrie se difuzează pentru prima dată la TV videoclipul „Lasă-mi toamnă pomii verzi”.
Albumul „Retro”, dedicat părinților săi, a fost lansat printr-un spectacol special, la 10 ani de la debutul artistului. În prezența Margaretei Pâslaru și a doi dintre componenții trupei Mondial, Claudiu a cîntat „noile” sale piese alături de trupa sa, The Retro Band, lansarea fiind urmată de un turneu de promovare a albumului (iunie - septembrie 2008).
Campania « Retro » se încheie, în 2010, cu un cover inedit după Dalida și Alain Delon: « Paroles, paroles », interpretat în duet cu creatoarea de modă Catinca Roman. După mai multe apariții televizate, Claudiu Mirică și Catinca Roman filmează videoclipul piesei, regizat de Alida Marinescu. în 2011, artistul părăsește definitiv România pentru și se instalează la Paris.

## În presa scrisă
În calitate de ziarist, Claudiu Mirică a publicat, în calitate de redactor sau de editor șef, articole în Cronica Română, Mediafax, Ziarul Financiar, TV Story și Pro TV Magazin.